# Montclar (Aude)
 Montclar  es una población y comuna francesa, en la región de Languedoc-Rosellón, departamento de Aude, en el distrito de Carcasona y cantón de Montréal (Aude).

## Demografía
| 162 | 151 | 139 | 155 | 159 | 172 | 183 | 186 | 166 | 173 | 175 |
| Para los censos de 1962 a 1999 la población legal corresponde a la población sin duplicidades (Fuente: INSEE [Consultar]) |     |     |     |     |     |     |     |     |     |     |